# Whitehall
Whitehall je ulice v londýnském obvodu Westminster. Je hlavní dopravní tepnou vedoucí z Parliament Square, vládního centra Velké Británie, na sever k Trafalgarskému náměstí. Podél ní se nachází mnoho vládních budov, takže označení Whitehall se často používá jako označení pro vládní administrativu.
Pojem Whitehall se také používá pro označení přilehlé oblasti.
Jméno pochází z obrovského Whitehallského paláce, který stál v oblasti poblíž této ulice, ale byl zničen požárem v roce 1698. Whitehall byla původně široká ulice vedoucí kolem průčelí tohoto paláce. Trafalgarské náměstí bylo vybudováno na jeho severním konci počátkem 19. století. Přesně řečeno pouze severní dvě třetiny ulice je Whitehall, jižní třetina nese název Parliament Street. Celková délka (obě ulice) činí 1 kilometr.
Parliament Street byla původně úzká ulice vedoucí k Westminsterskému paláci. Když byl Whitehalský palác poničen požárem a jeho ruiny odklizeny, byla Parliament Street rozšířena. Současný vzhled této ulice je dán její rekonstrukcí z 19. století.

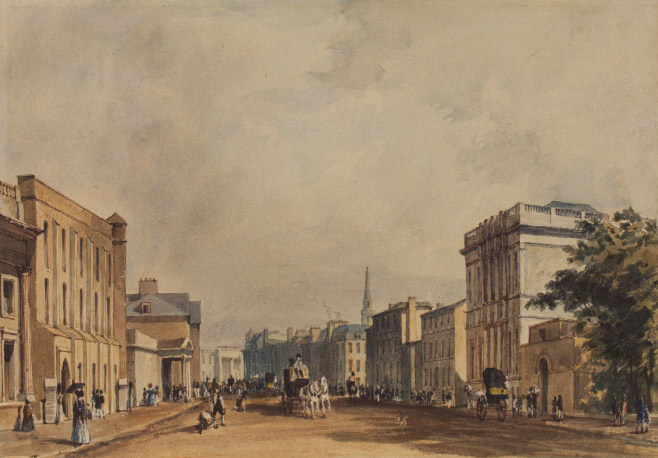
Whitehall v polovině 19. století, pohled severním směrem k St Martin in the Fields, autor Thomas Shotter Boys. V pozadí špička věže St Martin in the Fields

Banqueting House, postavený v roce 1622 architektem Inigo Jonesem, je jedinou zachovanou částí původního paláce. 30. ledna 1649 zde byl, na lešení postaveném u budovy, na které vystoupil oknem v prvním patře, popraven Karel I.
Památník padlým, nejdůležitější britský válečný památník, se nachází v centru ulice a je místem každoročního připomenutí Dne válečných vysloužilců (Remembrance Sunday).
Střední části ulice dominují vojenské budovy, včetně Ministerstva obrany a původního velitelství Britské armády (budova Horse Guards) a Královského loďstva (Admirality).
Na Whitehallu se také vypíná jezdecká socha Jiřího, vévody z Cambridge, bývalého vrchního velitele armády.
Downing Street se napojuje na Whitehall na jihozápadě, blízko Parliament Street. Od roku 1989 je tato ulice uzavřena pro veřejnost branami instalovanými u vstupu do ní.
Scotland Yard, velitelství Metropolitan Police, sídlilo původně v Great Scotland Yard poblíž severovýchodního konce Whitehallu.
Vládní budovy ve Whitehallu (ze severu na jih):
- Admirality
- DEFRA
- Old War Office
- Horse Guards
- Ministerstvo obrany
- Scotland Office (Dover House)
- Wales Office (Gwydwr House)
- Úřad vlády
- Downing Street
- Ministerstvo zdravotnictví
- Ministerstvo sociálních věcí
- Ministerstvo zahraničí

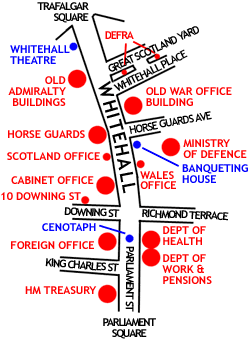
Mapka Whitehallu zobrazující hlavní vládní budovy

- HM Treasury and HM Revenue and Customs